# Jim Leighton
James "Jim" Leighton (24 de julio de 1958) es un exfutbolista escocés, que jugaba como portero. Leighton comenzó su carrera con Aberdeen, donde ganó siete trofeos nacionales y la Recopa de Europa 1982-83 bajo la dirección de Alex Ferguson. Ferguson luego fichó a Leighton por el Manchester United en 1988, pero lo dejó después de que concedió tres goles en la final de la Copa FA de 1990. Luego, Leighton pasó por el Arsenal, Reading, Dundee y Sheffield United, y reconstruyó su carrera después de unirse al Hibernian en 1993. Regresó a Aberdeen en 1997, lo que le llevó a un total de más de 600 apariciones en la liga.
Leighton jugó 91 partidos internacionales con Escocia. Fue elegido para las selecciones de la Copa Mundial de la FIFA en 1982, 1986, 1990 y 1998, jugando en los últimos tres de esos torneos.

## Clubes
| Club              | País       | Año         |
| ----------------- | ---------- | ----------- |
| Aberdeen FC       | Escocia    | 1977 - 1988 |
| Manchester United | Inglaterra | 1988 - 1991 |
| Arsenal FC        | Inglaterra | 1991        |
| Reading FC        | Inglaterra | 1991 - 1992 |
| Dundee FC         | Escocia    | 1992 - 1993 |
| Sheffield United  | Inglaterra | 1993        |
| Hibernian FC      | Escocia    | 1993 - 1997 |
| Aberdeen FC       | Escocia    | 1997 - 2000 |

## Palmarés
Aberdeen FC
- Premier League de Escocia: 1979-80, 1983-84, 1984-85
- Copa de Escocia: 1982, 1983, 1984, 1986
- Copa de la Liga de Escocia: 1985
- Recopa de Europa: 1983
- Supercopa de Europa: 1983

Manchester United FC
- FA Cup: 1990

- Datos: Q352209